# Philippe Curbelié
Philippe Curbelié, nacido 13 de agosto de 1968 en Neuilly-sur-Seine, es un prelado católico francés, actual subsecretario del Dicasterio para la Doctrina de la Fe .

## Biografía
Fue ordenado sacerdote para la diócesis de Toulouse el 30 de abril de 1995 . Posteriormente se licenció en Filosofía y se doctoró en Teología Dogmática en la Pontificia Universidad Gregoriana .
Fue vicario parroquial en la diócesis de Toulouse y luego director espiritual del seminario Saint-Cyprien y del seminario universitario Pío XI del Instituto Católico de Toulouse, donde fue decano de la Facultad de Teología de 2009 a 2012 y donde enseñó teología dogmática . Al mismo tiempo, es también miembro del consejo de gobierno de la Agencia de la Santa Sede para la Evaluación y Promoción de la Calidad de las Universidades y Facultades Eclesiásticas.
Entre 2012 y 2022 trabajó en el Departamento de Cultura y Educación, donde fue jefe de gabinete desde 2014.
Es el postulador de la causa de beatificación de Pauline Jaricot .
El 6 de julio de 2022 fue nombrado Subsecretario del Dicasterio para la Doctrina de la Fe por el Papa Francisco. El 29 juillet 2024, el Papa lo elevó a la dignidad arzobispal y le confirió el título de arzobispo titular de Útica. Su ordenación tendrá lugar el 28 de septiembre de 2024 en la Basílica de San Pedro en Roma en presencia del cardenal Víctor Manuel Fernández, Prefecto de la Congregación para la Doctrina de la Fe, y  Dermot Farrell, arzobispo metropolitano de Dublín y Guy de Kerimel, arzobispo metropolitano de Toulouse .

## Publicaciones
- Con María de los Giardini Vaticani. Un recorrido cultural y espiritual , con Francisco Froján  y Waldemar Turek (Ciudad del Vaticano : Edizioni Musei Vaticani, 2022)
- Justicia en «La Ciudad de Dios» (París) :Instituto de Estudios Agustinianos, 2004)